# 阿尔滕堡
阿尔滕堡（德語：Altenburg，發音：[ˈaltn̩ˌbʊʁk] ⓘ）是德国图林根州阿尔滕堡地区县的城市，也是阿尔滕堡地区县的县治，面积45.69平方千米，2023年12月31日人口为31,580人。

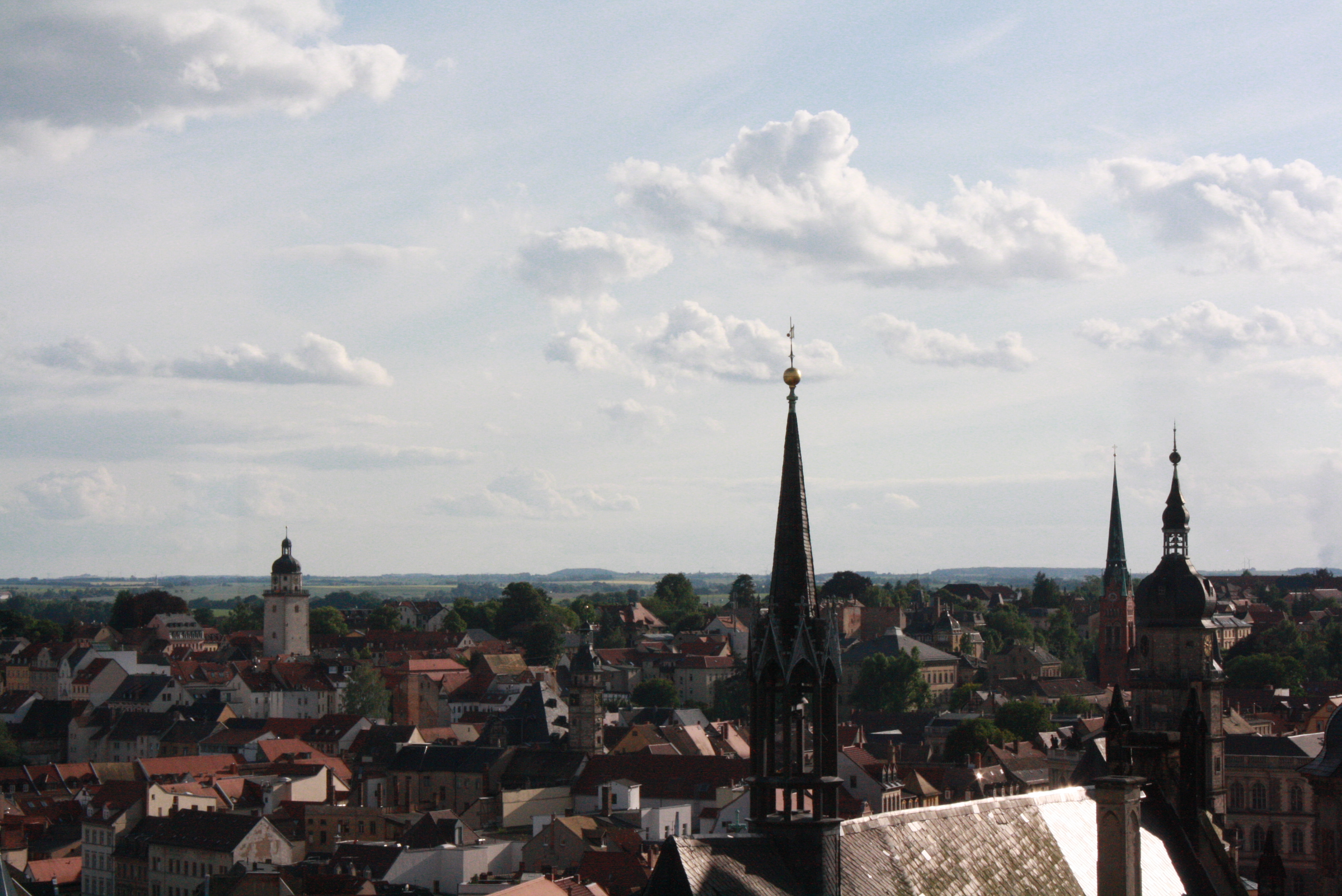
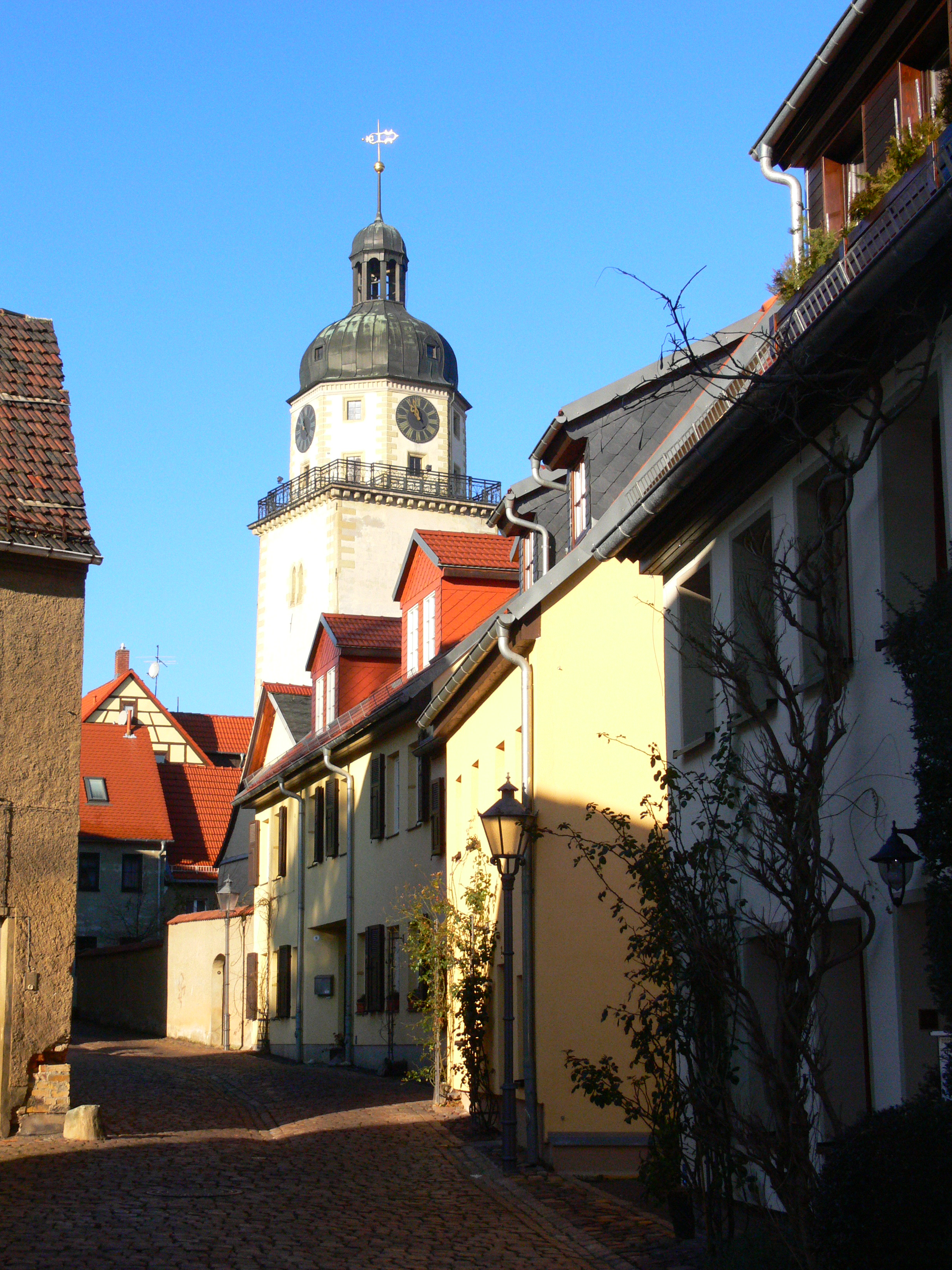
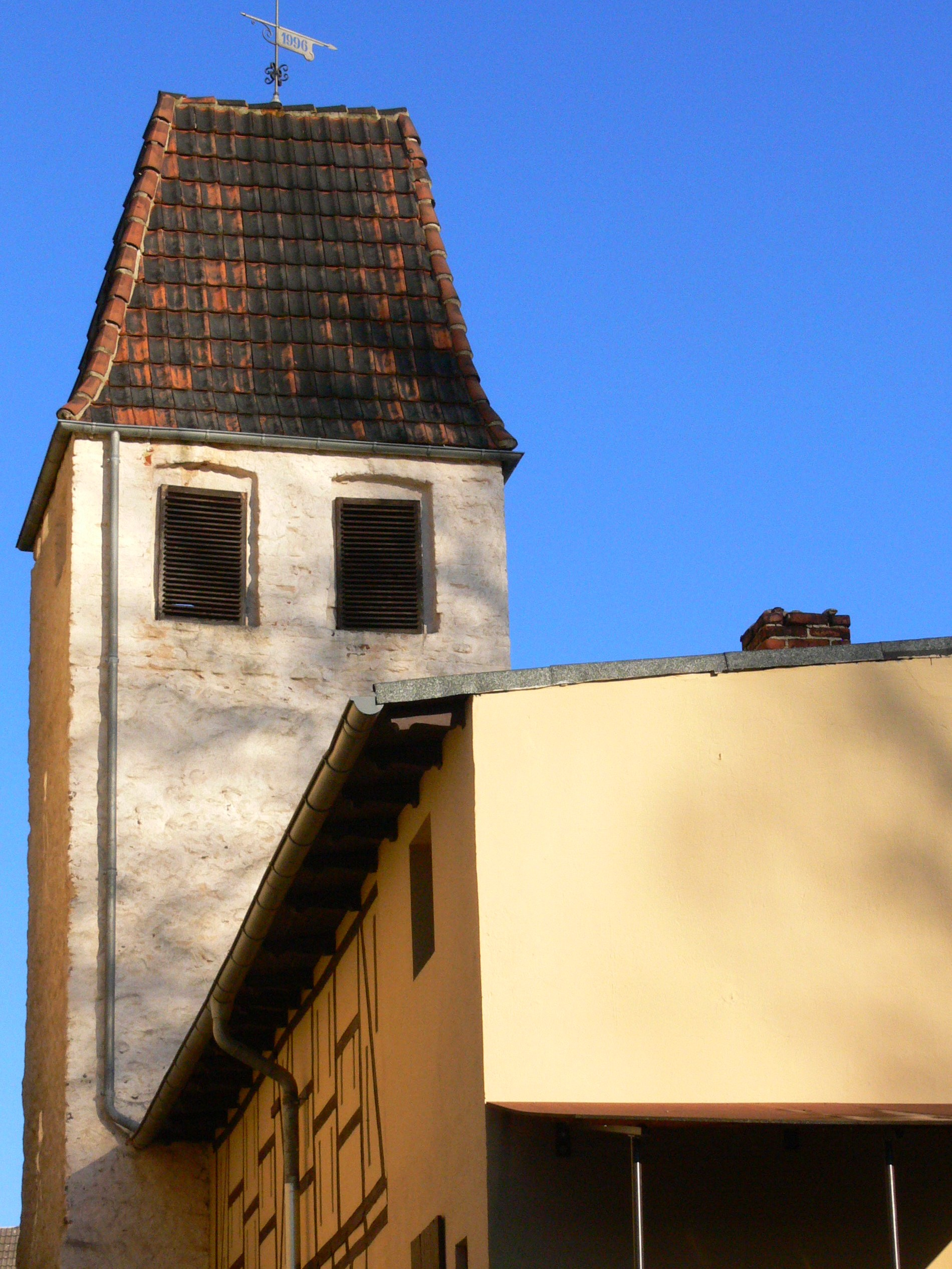
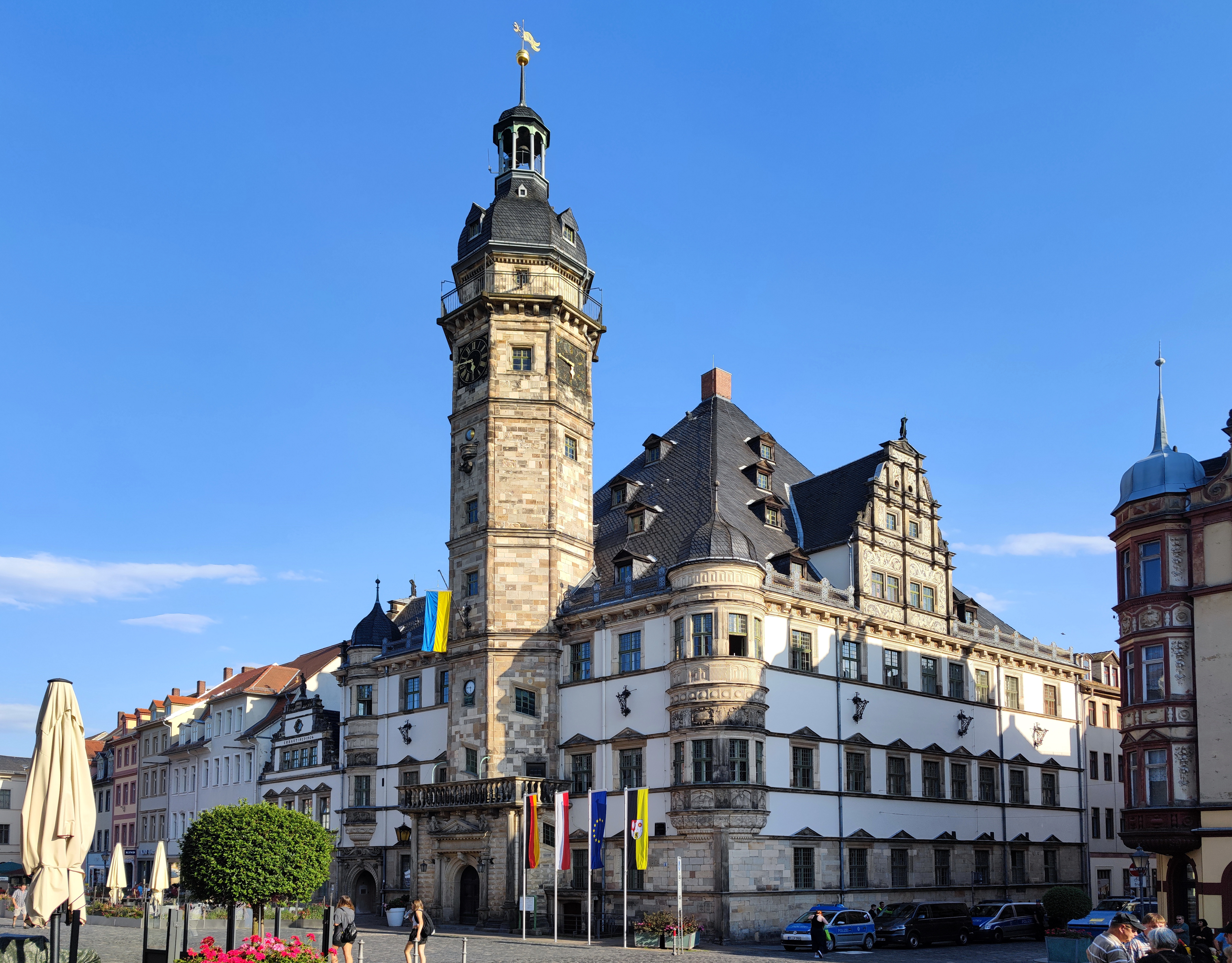
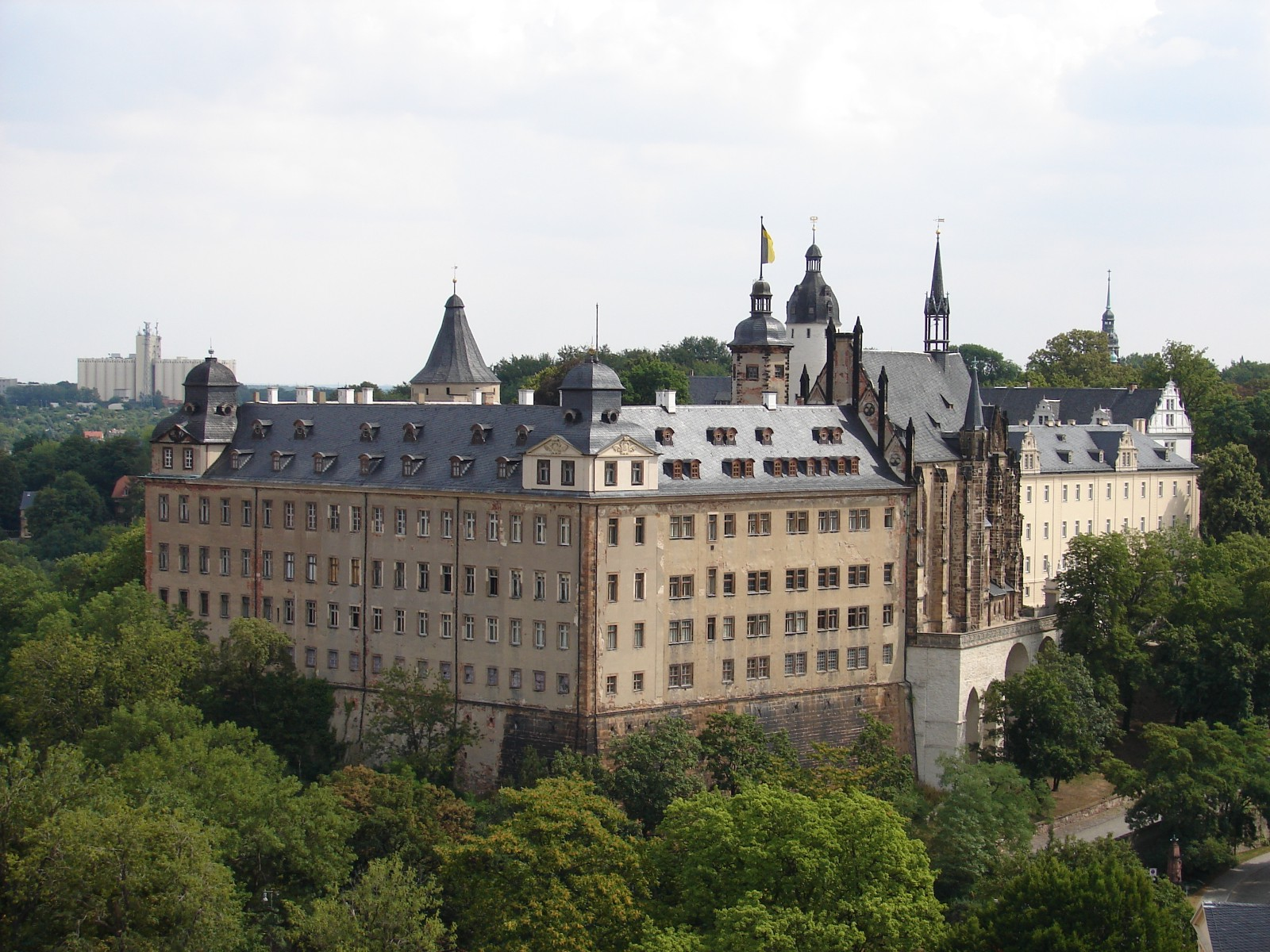